# Santibáñez de Esgueva
Santibáñez de Esgueva es un municipio de la provincia de Burgos, comunidad autónoma de Castilla y León (España), situado en el valle del río Esgueva.
Este municipio se encuentra en la comarca denominada Ribera del Duero.

## Historia
Dada la repetición del nombre de Santibáñez en la toponimia castellana a esta villa la apellidaron De Esgueva para evitar confusiones. La explicación del nombre es clara en el romance San Juan del Río Esgueva, que además confirma la antigüedad de la villa, que alcanza el siglo X, cuando los foramontanos y sus descendientes ocuparon la cuenca del Esgueva, libre de ocupación árabe. A pesar de esta evidente antigüedad no hallamos documentada a la villa hasta el año 1190, en un pergamino del Monasterio de Santo Domingo de Silos. Es esta fecha el rey Alfonso VIII, presente con su corte de obispos y magnates en berlanga de Duero, dona la villa de Quintana al Monasterio a cambio de la aldea de Nuño Fáñez, próxima a Tordesillas. La escritura puntualiza la localización de esta Quintana, nombre también muy abundante, y el notario escribe lo siguiente: “ Dono la villa de Quintana que está situada entre Gumiel del Mercado y Gumiel de Izán, cerca de Revilla y de Santibáñez...”. En los amplios campos que abarcan estos límites no será difícil hallar las huellas de Quintana.
Más adelante aparece Santibáñez en el dominio de los López de Haro, señores que fueron de Vizcaya. En el año 1352 aparece como lugar solariego de don Pedro, hijo de don Diego López de Haro, al que pagan yantares y pedidos, es decir comidas cuando aparece en la villa y satisfacción de algunas derramas dinerarias: le pagan, además, la infurción (alquiler de los solares) que supone una fanega de trigo al que tiene yunta de bueyes y dos libras de tocino. Paga la mitad el que solo tiene un buey, y que no tiene bueyes cumple con una gallina. A la hacienda del rey le pagan, por otro lado, servicios y monedas.
Las noticias de Santibáñez de Esgueva se hallan dispersadas por diferentes archivos (en Silos, el Monasterio de La Vid, en Caleruega...), así en el año 1515 hallamos a Santibáñez formando partido con otros pocos pueblos para acudir al pago de 154 millones de maravedíes que se habían consignado para la reina Juana en tres años. A Santibáñez le correspondía pagar 23 722 maravedíes cada año. Este mismo partido, encabezado por Santibáñez, contaba con otras poblaciones como Cabañes, Pinillos, Villatuelda y Terradillos, que sumaban en el censo de 1591, la cifra de 205 vecinos, cerca de 1000 habitantes.
La villa perteneció desde su fundación al alfoz de Clunia y luego a la merindad de Santo Domingo de Silos. En el siglo XVIII se incluía en el Partido de Aranda, pero en la reorganización territorial del siglo XIX fue pasada a Lerma. En el año 1843 contaba con 238 habitantes y en 1950 con 420. En su larga historia Santibáñez perteneció a varios señoríos, como el de los Muñoz de Belmonte, a los Rojas y Girón, e incluso perteneció a Gumiel del Mercado, de cuya autoridad la libró el rey don Juan II en el año 1445. Finalmente se integró en la casa de Ureña hasta el siglo XIX.
Santibáñez de Esgueva conserva en el casco urbano un rollo jurisdiccional, de los más notables de la provincia. Sobre un podio octogonal se levantan ocho columnillas cuyo conjunto forma un poderoso pilar fasciculado. La cúspide se compone de modillones coronados de pináculos góticos de pencas que abrazan a otro mayor central. Cuatro canes poco salientes aparecen imitar toscamente otras tantas cabezas de león. Su construcción pudo realizarse en los primeros años del siglo XVI. De la época románica es la ermita de San Salvador con un interesante ábside románico de influencia lombarda, detalle poco frecuente en la provincia de Burgos.
Estos datos manifiestan la especial sensibilidad de los vecinos de Santibáñez para con su historia y arte, dentro del ancho campo de sus labores agrícolas y del costumbrismo de Castilla Vieja.

## Geografía
Autovía del Norte A-1 de Madrid a Irún.
Superficie: 22 kilómetros cuadrados
Distancia a Burgos por carretera: 60 kilómetros
El término municipal confina al N con los municipios de Cilleruelo de Abajo y la comunidad de la Aynosa; al E con Bahabón de Esgueva y Oquillas; al S con Gumiel de Izán y Gumiel de Mercado, y al O con Sotillo de la Ribera y Cabañes de Esgueva.

## Demografía
Santibáñez de Esgueva cuenta con una población de 76 habitantes (INE 2024).
| Gráfica de evolución demográfica de Santibáñez de Esgueva entre 1842 y 2021 |
| |
| Población de derecho según los censos de población del INE. Población de hecho según los censos de población del INE.Entre el censo de 1930 y el anterior, aparece este municipio porque se segrega del municipio Cabañes de Esgueva. Entre el censo de 1857 y el anterior, este municipio desaparece porque se integra en el municipio Cabañes de Esgueva. |

## Cultura

### Fiestas
- Nuestra Señora de las Mercedes

Localidad: Santibáñez de Esgueva
Fecha de la fiesta: 22 de septiembre
- Nuestra Señora de Henosa

Localidad: Santibáñez de Esgueva
Fecha de la fiesta: Variable